# Nanotube de carbone
Pour les articles homonymes, voir CNT.

Représentation d'un nanotube de carbone. (cliquer pour voir l'animation tridimensionnelle).

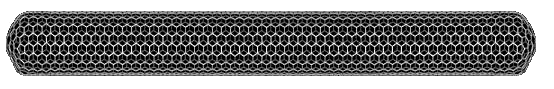
Un nanotube de carbone monofeuillet.

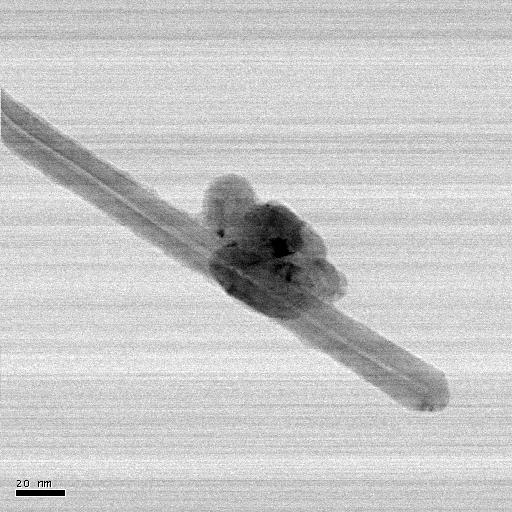
Extrémité d'un nanotube, vue au microscope électronique.

Les nanotubes de carbone (en anglais, carbon nanotube ou CNT) sont une forme allotropique du carbone appartenant à la famille des fullerènes. Ils sont composés d'un ou plusieurs feuillets d'atomes de carbone enroulés sur eux-mêmes formant un tube. Ce tube peut être fermé ou non à ses extrémités par une demi-sphère. On distingue les nanotubes de carbone simple-feuillet (SWNT ou SWCNT, pour Single-Walled (Carbon) Nanotubes) et multi-feuillets (MWNT ou MWCNT, pour Multi-Walled (Carbon) Nanotubes)
La conductivité électrique et thermique des nanotubes de carbone, ainsi que leur résistance mécanique sont remarquablement élevées dans leur sens longitudinal. Bien que très couteux et susceptibles de causer des problèmes toxicologiques et écotoxicologiques, ils font partie des produits issus des nanotechnologies actuellement testés ou commercialisés dans certains domaines de pointe et sportifs.

## Découverte
En 2006, un éditorial de Marc Monthioux et Vladimir Kuznetsov du journal Carbon a décrit l'intéressante et pourtant méconnue origine des nanotubes de carbone. Une très grande partie des revues de toute nature attribuent, à tort, la découverte de tubes nanométriques composés de feuillets de graphite à Sumio Iijima (NEC) en 1991,. Bien que ses publications aient marqué le point de départ de l'intérêt pour ces structures, Sumio Iijima n'a pas été le premier à observer un nanotube de carbone (voir plus bas) ; quant au premier à en avoir créé, il demeure inconnu. En effet, dès la découverte du feu il y a environ 500 000 ans, il s'en produisait déjà (en infime quantité) dans la suie des foyers, où, fractionnées sous l’effet de la chaleur, les molécules de carbone voient leurs atomes se recombiner d'innombrables façons, donnant naissance tantôt à de minuscules gouttes amorphes, tantôt à des nanostructures géodésiques.
La première observation de nanotubes daterait  de 1952, année où L. V. Radushkevich et V. M. Lukyanovich ont publié des images claires de tubes de carbone d'environ cinquante nanomètres de diamètre dans le Journal of Physical Chemistry (soviétique). Cette découverte ne s'est pas répandue, l'article étant publié en russe, les scientifiques de l'ouest n'ayant plus, à cause de la guerre froide, un accès que restreint aux publications de l'Académie des sciences d'URSS car elles n'étaient plus traduites en anglais.
Des nanotubes de carbone furent produits sous différentes conditions avant cette date, mais c'est  l'invention du microscope électronique en transmission (MET) qui a permis leur visualisation directe. En 1976, Oberlin, Endo et Koyama montrent qu'obtenues par CVD, elles sont creuses (hollow carbon fibres) (voir plus bas) ; et ils montrent une image en MET d'un nanotube constitué d'une seule paroi. Plus tard, Endo a considéré que cette image était celle d'un nanotube monofeuillet.
En 1979, John Abrahamson présenta des preuves de l'existence des nanotubes de carbone à la 14e Conférence biennale du Carbone de l'université d'État de Pennsylvanie. Les nanotubes de carbone y furent décrits comme des fibres de carbone produites sur une anode de carbone après formation d'un arc électrique. Les caractéristiques de ces fibres étaient données, ainsi que des hypothèses sur leur croissance en milieu azoté à basse pression.
En 1981, des scientifiques soviétiques caractérisent la chimie et la structure de nanoparticules de carbone produites par dismutation thermo-catalytique de monoxyde de carbone. En utilisant des images MET et aux rayons X, ils suggérent que leurs « cristaux tubulaires multi-couche de carbone » s'étaient formés par enroulement de couches de graphène en cylindres. Ils supposent que durant cet enroulement, deux dispositions du réseau hexagonal du graphène étaient possibles : l'une circulaire (nanotubes de type « fauteuil ») et l'autre en spirale (nanotubes chiraux).
En 1993, Sumio Iijima et Donald S. Bethune d'IBM en Californie réussissent, indépendamment, à synthétiser des nanotubes monofeuillets, ; Iijima les obtient en phase gazeuse, et Bethune par une technique de covaporisation de carbone et de cobalt.

## Structure

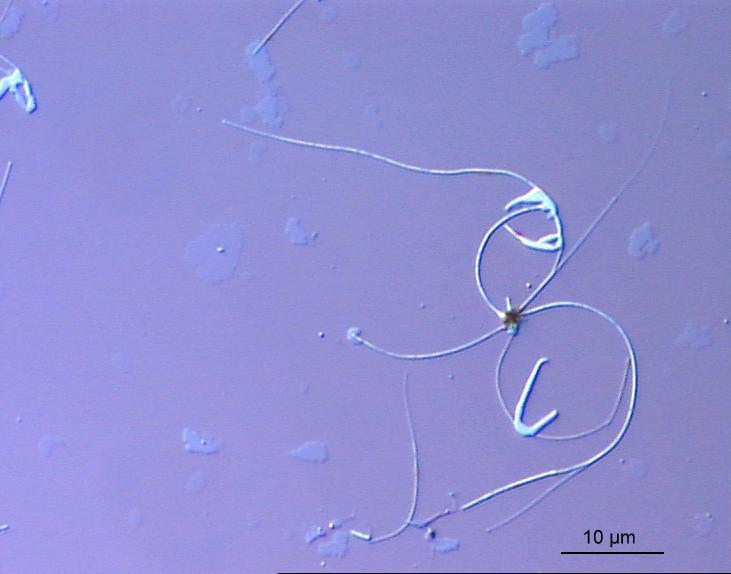
Imagerie Sarfus d'un « fagot de nanotubes double paroi ».

Il existe deux types de nanotubes de carbone :
- les nanotubes de carbone monofeuillets, (en anglais single-walled carbon nanotubes, SWNT ou SWCNT) ;
- les nanotubes de carbone multifeuillets, (multi-walled carbon nanotubes, MWNT ou MWCNT).

On parle aussi de nanotubes de carbone double-feuillets (double-walled carbon nanotubes, DWNT ou DWCNT) aux propriétés à mi-chemin entre les deux types précédents.
Un SWNT non supporté a un diamètre compris entre 0,44 et 6 nanomètres pour une longueur variable, pouvant aller jusqu'à plusieurs micromètres.

### Nanotubes de carbone monofeuillets (SWNT,single-walled nanotubes)
La structure d'un nanotube de carbone monofeuillet peut être représentée par un feuillet de graphène enroulé sur lui-même et fermé ou non à ses deux extrémités par une demi-sphère. La façon dont le feuillet de graphène est replié sur lui-même définit un paramètre, appelé chiralité, qui fixe la structure du nanotube. La chiralité permet de caractériser les différents types de nanotubes existants.

#### Enroulement

Structure de type nid d'abeille du graphène. Soient a1 et a2 deux vecteurs directeurs du système cristallin. On définit m et n, deux entiers, tels que le vecteur de chiralité Ch, axe selon lequel s'enroule le nanotube, soit Ch = n a1 + m a2.

Le nanotube monofeuillet peut être modélisé par l'enroulement d'une feuille de graphène sur elle-même. Cette feuille de graphène a une structure de type nid d'abeille, dont on peut donner deux vecteurs directeurs, a1 et a2.

On définit ensuite le vecteur de chiralité, Ch, axe selon lequel le graphène s'enroule pour former le nanotube.

Ce vecteur peut donc être décomposé en deux composantes, selon les vecteurs a1 et a2. Soient m et n les scalaires tels que Ch = n a1 + m a2.
Selon la valeur de ces deux scalaires, trois types d'enroulements, donc trois types de nanotubes peuvent être décrits :
- si m = 0, le nanotube a une structure de type « zig-zag » ;
- si m = n, le nanotube a une structure de type « chaise » ;
- dans tous les autres cas, le nanotube est « chiral ».

Ces différences de chiralité donneront aux nanotubes de carbone des propriétés différentes. Notamment, en ce qui concerne les propriétés électriques. Un nanotube de carbone de type « chaise » possède un comportement électrique métallique par exemple. D'autres chiralités ont des comportements semi-conducteurs,.

#### Extrémités
Le nanotube ouvert à ses deux extrémités peut être fermé, en ajoutant un défaut contrôlé de courbure dans le plan de graphène : des pentagones introduisant une courbure de 112° dans le feuillet ; les lois mathématiques d'Euler montrent qu'il faut un minimum de douze pentagones pour fermer le feuillet (soit six pentagones à chaque extrémité du tube). Les études montrent que la molécule de C60 contient justement douze pentagones et vingt hexagones : il s'agit donc du plus petit fullerène possible. Cependant, alors qu'une distribution théorique régulière de ces pentagones donne une forme hémisphérique, on observe le plus souvent une pointe de forme conique.

### Nanotubes de carbone multifeuillets (MWNT,multi-walled nanotubes)

MWNT vu en HRTEM.

Il existe deux modèles pour décrire la structure des nanotubes multi-feuillets :
- le modèle poupée russe : les plans de graphène sont arrangés en cylindres concentriques ;
- le modèle parchemin : un seul feuillet de graphène est enroulé sur lui-même, comme une feuille de papier.

La distance de feuillet à feuillet est de 0,34 nm.

### Défauts
Comme dans de nombreux matériaux, l'existence de défauts affecte ses propriétés. Certains sont présents dans la géométrie du plan de graphène :
- vides atomiques (atomes manquant dans la structure du graphène). De tels défauts peuvent affecter la résistance physique des nanotubes (dans les cas limites la faire baisser de 15 %[19]) ;
- Stone–Wales defect (en) : au lieu de former des hexagones, les atomes de carbone se réarrangent en pentagones ou en heptagones.

D'autres existent dans la structure du nanotube et se manifestent par la présence de tubes tordus, cassés ou de parois incomplètes.
Ces défauts de structure affectent les propriétés mécaniques, thermiques,optique et/ou électriques des nanotubes. Ils peuvent être mis en évidence par spectroscopie Raman. Le rapport des intensités des pics de la bande D (1 325 cm−1) et de la bande G (1 580 cm−1) donne une indication sur la qualité de l'échantillon considéré. Plus le rapport D/G est petit, moins les nanotubes de carbone ont de défauts (« très peu de défauts » si ce rapport est inférieur à 0,25).

## Propriétés
Les nanotubes de carbone suscitent un vif intérêt dans le monde de la recherche, autant fondamentale qu'appliquée, car leurs propriétés sont exceptionnelles à bien des égards. D'un point de vue mécanique, ils présentent à la fois une excellente rigidité (mesurée par le module de Young), comparable à celle de l'acier, tout en étant extrêmement légers. Des points de vue électrique et optique, les nanotubes mono-feuillets ont la particularité tout à fait exceptionnelle de pouvoir être soit métalliques soit semi-conducteurs en fonction de leur géométrie (angle d'enroulement de la feuille de graphène).
Ces propriétés extraordinaires sont cependant à modérer car ces objets de taille nanométrique ne sont jamais utilisés seuls mais dispersés dans une matrice hôte. Le composite ainsi formé verra ses propriétés mécaniques, électriques, thermiques, etc. changer, plus ou moins selon le taux d'incorporation et le type de dispersion. Ainsi, une matrice polymère diélectrique verra sa conductivité électrique augmenter à la suite de l'ajout de nanotubes de carbone, si le seuil de percolation électrique est dépassé. L'intérêt majeur du nanotube de carbone est son très haut facteur de forme (ratio diamètre sur longueur). Cette forme particulière permet de changer les propriétés d'une matrice hôte avec des taux infimes de nanoparticules. Le taux de nanotubes de carbone dans un composite final dépasse rarement le pour cent massique.

### Propriétés mécaniques
Le module de Young des nanotubes de carbone a été calculé de façon théorique, via des simulations, par différentes équipes de chercheurs et différentes méthodes. La littérature fournit des valeurs théoriques comprises entre 1 et 1,5 TPa. Expérimentalement, l'équipe de Yu et al. a attaché des MWNT à la pointe d'un microscope à force atomique (AFM) afin de mesurer leurs modules de Young. Des valeurs variant de 270 à 950 GPa ont été mesurées. Le mécanisme de rupture « épée dans son fourreau » a été mis en évidence pour les MWNT.
En revanche, il a été prouvé que dans la direction radiale, les nanotubes de carbone sont moins résistants du point de vue mécanique. Un diagramme de phase complet donnant la transition vers la géométrie radialement effondrée en fonction du diamètre, de la pression et du nombre de parois du nanotube a été produit, semi-empiriquement.

### Conductivité thermique
Les nanotubes de carbone ont une conductivité thermique très élevée, mais pas encore consensuelle quant à sa hauteur. Différents facteurs influent sur sa détermination : le type de nanotube (SWNT ou MWNT), le nombre de parois, la méthode de mesure ou du type de modélisation.
Les modélisations publiées donnent des valeurs variant de 200 à 6 600 W m−1 K−1 à température ambiante. Des études expérimentales sur des nanotubes seuls ont été faites et donnent des résultats là aussi très variables, variant entre 2 400 et 3 500 W m−1 K−1 pour des SWNT et entre 200 et 1 400 W m−1 K−1 pour les MWNT. 
Nota : ces valeurs ont été obtenues via des méthodes de mesure différentes et à température ambiante. L'étude de Li et al. montre que la conductivité thermique des SWNT est plus élevée que celle des MWNT. Pour comparaison, à température ambiante, le diamant a une conductivité thermique de 2 300 W m−1 K−1 et le graphite de 2 000 W m−1 K−1 dans le sens des feuillets.

### Propriétés électriques
Les propriétés électriques des nanotubes de carbone dépendent directement de leur chiralité. Seuls les nanotubes dits « chaise » sont conducteurs, tous les autres sont semi-conducteurs. Le gap de la bande interdite des nanotubes semi-conducteurs varie en fonction de leur chiralité et de leur diamètre. Si les vecteurs chiraux sont tels que n – m = 3j où j est un entier non nul, le gap est faible et, au vu de l'agitation thermique, ces nanotubes sont considérés comme conducteurs à température ambiante. Des méthodes ont été développées pour trier les nanotubes en fonction de leur type (métallique vs. semi-conducteur) et permettent de viser des applications spécifiques.
Des mesures à deux ou quatre pointes sur des MWNT ont montré des valeurs de conductivité électrique à température ambiante comprises entre 104 et 107 S m−1. Cette grande variabilité s'explique par la complexité d'une telle mesure et les différentes géométrie des nanotubes étudiés. Pour comparaison, la valeur de conductivité électrique du métal le plus conducteur (l'argent) est de 6,3 × 107 S m−1. D'autres études ont montré que les nanotubes de carbone deviennent supraconducteurs à basse température.

#### Propriétés d'émission de champ
La longueur d'un nanotube peut être extrêmement grande comparée à son diamètre (rapport de forme supérieur à mille). Dans un champ électrique, ils présentent donc un très fort effet de pointe (cf. principe du paratonnerre). Avec des tensions relativement faibles, on peut générer à leur extrémité de très importants champs électriques, capables d'arracher les électrons de la matière et de les émettre vers l'extérieur ; c'est l'émission par effet de champ. 
Très localisée (à l'extrémité du tube) elle peut donc servir à envoyer des électrons sur une cible précise, un petit élément de matériau phosphorescent qui constituera le pixel d'un écran plat par exemple. Le matériau phosphorescent évacue l'énergie reçue sous forme de lumière (comme sur l'écran d'un tube cathodique).
L'exploitation de cette propriété a déjà permis de réaliser des prototypes d'écrans plats à nanotubes (Samsung et Motorola).

### Propriétés chimiques
Les nanotubes étant creux, on peut remplir de certains atomes ou composés chimiques, et d'en faire des « nanorécipients » clos.
Les nanotubes de carbone sont relativement peu réactifs et une modification chimique de leur surface fait souvent appel à des espèces fortement réactives (oxydants forts, réducteurs forts, espèces radicalaires par exemple). C'est pourquoi une chimie de greffage de nanotubes basée sur des interactions non covalentes s'est fortement développée ces dernières années[Quand ?] (adsorption de tensioactifs, enroulement de polymères, d'ADN, adsorption de pyrènes, etc.).

### Propriétés optiques

#### Propriété d'absorption de la lumière (vers l'hyper-sombre…)
Le matériau le plus noir jamais conçu par l'homme est un tapis de nanotubes disposés verticalement, réalisé par des chercheurs de l'université Rice autour du professeur Pulickel Ajayan ; avec un indice de réflexion[Quoi ?] de 0,045 %, il est trente fois plus sombre que le carbone[Quoi ?], ce qui lui permet d’absorber 99,955 % de la lumière qu’il reçoit[réf. nécessaire]. Cet albédo est trois fois supérieur[Quoi ?] à ce que permettait l'alliage de nickel-phosphore qui était le matériau réputé le plus sombre. Ces inventions pourraient intéresser les secteurs militaire, de la communication, de l’énergie (solaire notamment), de l’observation, des colorants, etc.[réf. nécessaire]

#### Propriétés d'électroluminescence
Des chercheurs d'IBM ont indiqué avoir réussi à faire émettre de la lumière infrarouge par des nanotubes de carbone semi-conducteurs placés dans une géométrie de transistor. Les nanotubes non dopés et soumis à un champ électrique généré par une grille peuvent conduire le courant par l'intermédiaire d'électrons (tension de grille négative) ou de trous (tension de grille positive). Si on soumet en plus le nanotube à une tension drain-source (entre les deux extrémités du tube), le courant est transporté par des trous à une extrémité et des électrons à l'autre (transistor ambipolaire). À l'endroit où ces deux types de porteurs se rencontrent (par exemple au milieu du tube si la tension de grille est nulle), il y a recombinaison de paires électron-trou et émission d'un photon[réf. nécessaire].

## Synthèse
Il existe plusieurs procédés de synthèse. On peut citer deux grandes familles : les synthèses à haute température, et les synthèses à moyenne température, ou CVD (Chemical Vapor Deposition).

### Méthodes à haute température
C'est la méthode préférentielle pour obtenir des nanotubes monofeuillets. Sous des conditions de température et de pression élevées, on fait évaporer du carbone (du graphite, le plus souvent) dans une atmosphère de gaz rare, en général de l'hélium ou de l'argon.

#### Différentes méthodes

##### Ablation par arc électrique
C'est la méthode historique utilisée par Sumio Iijima. On établit en fait un arc électrique entre deux électrodes de graphite. Une électrode, l'anode, se consume pour former un plasma dont la température peut atteindre 6 000 °C. Ce plasma se condense sur l'autre électrode, la cathode, en un dépôt caoutchouteux et filamenteux évoquant une toile d'araignée très dense et contenant les nanotubes. C'est un procédé peu coûteux et assez fiable. Cependant, le processus est tellement complexe qu'au final on n'a que peu de contrôle sur le résultat. De plus, la haute température nécessaire au procédé ne permettait pas d'obtenir en grande quantité un matériau exploitable (les nanotubes ont tendance à fondre partiellement et à s'agglutiner).

##### Ablation par laser
Ce second procédé de vaporisation, mis au point à partir de 1992, consiste à ablater une cible de graphite avec un rayonnement laser de forte énergie pulsé ou continu. Le graphite est soit vaporisé soit expulsé en petits fragments de quelques atomes. C'est un procédé coûteux[pas clair] mais plus facile de contrôle, ce qui permet d'étudier la synthèse et de n'obtenir que les produits désirés.
Ce procédé permit de faire baisser la température de la réaction à 1 200 °C.

##### Synthèse dans un four solaire
On concentre en fait l'énergie solaire sur le graphite pour atteindre la température de vaporisation. Ce procédé permet de synthétiser en moyenne de 0,1 à 1 g de nanotube par « expérience ».

#### Avantages et inconvénients
Avantages :
- ces méthodes permettent de synthétiser des nanotubes monofeuillets (alors qu'avec les autres méthodes on obtient uniquement des nanotubes multifeuillets, ou un mélange indissociable) ;
- elles permettent de former des produits très purs.

Inconvénients :
- on n'a aucun contrôle sur la longueur des nanotubes ;
- il se forme de véritables amas qu'il faut dissocier pour pouvoir faire des applications.

Une méthode pour utiliser les produits de ces synthèses consiste à disperser les nanotubes dans une solution aqueuse grâce à des tensioactifs (les nanotubes sont hydrophobes). La dispersion est extrudée dans une solution visqueuse contenant un polymère qui déstabilise la suspension et conduit à l'agrégation des nanotubes sous forme de rubans fins. Ces rubans, de quelques microns d'épaisseur et quelques millimètres de largeur sont constitués de nanotubes enchevêtrés qui présentent une orientation préférentielle, due à l'écoulement. Lorsqu'on laisse sécher ces rubans à l'air, ils se contractent, l'eau contenue dans ces rubans étant évacuée par capillarité, jusqu'à former des fibres denses, utilisables pour des applications similaires à celles des fibres de carbone.

### Méthode pardépôt chimique en phase vapeur(CVD)
On part ici d'une source de carbone liquide (toluène, benzène, cyclohexane) ou gazeuse à laquelle on ajoute un précurseur métallique. On utilise fréquemment du ferrocène (C5H10-Fe-C5H10) (parfois du nickelocène C5H10-Ni-C5H10). On transforme la solution en aérosol (fines gouttelettes) transportée alors par un gaz noble (de l'argon en général) jusqu'à un four à une température comprise entre 750 °C et 900 °C. Les nanotubes « poussent » alors, soit sur la paroi en verre du tube, soit sur une plaque de silicium (placée pour faciliter la récupération des nanotubes, on récupère après réaction la plaque où les nanotubes sont alignés). On récupère des nanotubes multifeuillets, alignés, d'une longueur d'environ 200 μm. L'apport continu de réactifs va obliger les nanotubes naissant à prendre le moins de place possible, donc de s'aligner tous dans une direction, la verticale du lieu où ils poussent, ce qui explique pourquoi on obtient des nanotubes alignés.
Après réaction, les nanotubes contiennent encore des impuretés (principalement le métal de départ, fer ou nickel), qu'il faut éliminer. On « recuit » donc les nanotubes (sous atmosphère de gaz inerte, car la présence de dioxygène détruirait les nanotubes), ce qui a pour effet d'ouvrir les demi-fullerènes aux extrémités, permettant aux impuretés de sortir. Cette re-cuisson présente aussi l'avantage de rendre les nanotubes encore plus rectilignes, en éliminant les éventuels défauts (partie d'une couche de graphène « cassée » ce qui fait que les différentes couches s'entrechoquent).

### État actuel de la technologie
En juin 2005, des chercheurs du Nanotech Institute de l'université de Dallas (Texas, États-Unis) et de la Commonwealth Scientific and Industrial Research Organisation (Csiro, Australie), sous la houlette de Mei Zhang, ont publié un article dans la revue Science indiquant qu'ils avaient mis au point une méthode permettant de produire un à sept mètres par minute de nanotubes de quelques centimètres de long et quelques dizaines de nanomètres d'épaisseur. Ce processus devrait permettre de faire tomber la principale barrière à la mise en application de cette matière, qui pourra participer à l'émergence rapide de nouveaux produits finis.
En 2005, l'équipe de Ray Baughman de l'université du Texas à Dallas aux États-Unis a publié une méthode permettant de produire jusqu'à dix mètres de nanoruban par minute. Bien que l'on sache fabriquer des nanorubans depuis quelques années[Quand ?], leur fabrication était jusque-là fastidieuse et longue.
Transparents, les nanorubans ont d'autres propriétés assez spectaculaires. Après un simple lavage à l'éthanol, le ruban ne fait que cinquante nanomètres d'épaisseur et un kilomètre carré ne pèse que trente kilogrammes.
Cette production accélérée pourrait permettre d'utiliser les rubans de nanotube dans plusieurs domaines, comme dans l'industrie automobile (un ruban de nanotube sera coincé entre les vitres des voitures et en l'alimentant en courant, il les dégivrera) ou l'audiovisuel pour fabriquer des écrans enroulables.
Des recherches en cours[Quand ?] étudient la possibilité de remplacer le filament des ampoules électriques, normalement en tungstène par un nanoruban. À température égale, le filament en nanotube aurait un rendement lumineux supérieur à celle du tungstène car en plus de l'émission lumineuse due à l'effet de corps noir se rajoute un effet de luminescence. Toutefois, une commercialisation de ces ampoules n'est pas envisagée avant 2010.
Au mois d'avril 2007, des chercheurs de l'université de Cincinnati aux États-Unis ont annoncé avoir synthétisé des nanotubes de près de 2 cm de long, soit 900 000 fois leur section. Les chercheurs Vesselin Shanov et Mark Schulz, assistés du post-doctorant Yun Yeo Heung et de quelques étudiants, ont utilisé la méthode de la déposition chimique de couches minces de matériaux par vapeur, dans un fourneau appelé « EasyTube 3000 ». Selon ces chercheurs, ce n'est qu'un début.
Au mois de juin 2013, des chercheurs de l'université de Tsinghua à Beijing en Chine ont annoncé avoir synthétisé des nanotubes de 55 cm. Les chercheurs ont utilisé la méthode de déposition chimique en phase vapeur. Les nanotubes synthétisés par ces chercheurs sont constitués d'un à trois feuillets et leur structure est prétendument parfaite.
Au mois de septembre 2013, des chercheurs de l'université de Stanford, en collaboration avec IBM, ont développé le premier ordinateur possédant un processeur composé de nanotubes en carbone. En effet, le processeur est composé de nanotubes de dix à deux cents nanomètres de long. D'après les chercheurs, ce premier processeur est comparable au Intel 4040, construit dans les années 1970. Selon certains représentants de l'industrie, cette expérience est le début d'une nouvelle ère de processeurs.

## Risques et dangers environnementaux et sanitaires
De leur début à fin de cycle de vie, les nanotubes de carbone (NTC) notamment en cas de dispersion accidentelle, comme d'autres nanomolécules, s'avèrent toxiques pour les organismes animaux, et source possible d'une invisible pollution nanométrique. 

### Risques pour les plantes
Leurs effets sur les plantes ont été moins étudiés. Après qu'une équipe de l’Université de l’Arkansas ait observé que des NTC incorporés en grande quantité dans substrat artificiel de germination de graines de tomates, a accéléré la germination et la croissance des racines et des plants (par rapport à un groupe témoin non exposé aux nanotubes), diverses expériences d'agro-nanotechnologies ont été mises en œuvre,,,. Des effets apparemment positifs comme un effet net d'élongation des racines et d'accélération de la croissance, mais aussi associé à une augmentation d'expression des gènes de résistance au stress, et à des effets potentiellement délétères (dans la nature) de modification des dates de germination, de floraison, de perturbation des phytohormones, d'expression de certains gènes ainsi que des effets plus phytotoxiques, tels que l'induction de mutations chromosomiques et de changements de patterns de méthylation des chromosomes (documentés chez la salade commune), qui posent d'autant plus question, qu'on a montré en 2013 que ces nanotubes pénètrent la plante et circulent jusqu'aux feuilles et fruits via la sève. La toxicité des NTC peut exacerber celle d'un métal indésirable (zinc) ou être aggravée si le nanotube est fonctionnalisé. Les effets de dopage de la croissance végétale à faible dose s'inversent à partir d'un certain seuil (y compris chez des bouleaux (Betula pubescens et Betula pendula) exposés à des solutions aqueuses (colloïdes) de nanotubes de carbone à parois multiples (MWCNT) d’un diamètre de 10 à 30 nm et d’une longueur d’environ 2 μm à une concentration de 1, 10, 50 et 100 mg/L sous serre).

### Risques pour les espèces animales
La taille infime des NTC les rend invisibles et facilement absorbés par inhalation, contact et/ou ingestion, et compte tenu de leur caractère de cycle benzénique polymérisé, la question de l'intercalation entre les cycles d'ADN et des risques élevés de cancer en résultant sont source d'interrogations (d'autant qu'ils pourraient être utilisés dans certaines applications biomédicales futures). 
Dans le domaine de la santé au travail, les risques semblent principalement liés à la production d'aérosols lors de la pesée, du transfert, du mélange ou de la sonication de NTC et éventuellement d'autres nanoparticules associées). Ils forment généralement alors des agglomérats micrométriques, qui, à cause de leur faible densité, peuvent longtemps persister dans l'atmosphère de travail en y restant en grande partie "respirables".
Plus les NTC seront utilisés à grande échelle ou sans précautions, plus la population générale y sera exposée (directement ou indirectement).
Leur impact sanitaire et environnemental fait l'objet d'études.
Un article du journal Langmuir de l'American Chemical Society a récemment[Quand ?] étudié le caractère « tueur de cellules » des nanotubes par contact direct en déchirant les membranes cellulaires. 
En 2008, on démontre des similarités structurelles entre les fibres en nanotubes de carbone (en forme d'aiguilles) et des fibres d'amiante, confirmant un risque de mésothéliome induit.
Au début des années 2010, les données expérimentales sur la toxicité des NTC (aux niveaux moléculaire, cellulaire et animal entier) étaient encore souvent contradictoires, en raison notamment de la grande variété des types de nanotubes étudiés (cf. degrés variés de pureté, carbone amorphe, charge de surface, forme, longueur, matrice, agglomération, nombre de couches) ; et en raison de types d'exposition variés (orale, par inhalation, par injection intraveineuse, par contact, avec ou sans cofacteur). Le 4 avril 2010 dans la revue Nature Nanotechnologies, un article indique que les nanotubes de carbone ne seraient pas aussi biopersistants qu'on le pensait ; ils pourraient être dégradés par une enzyme (la myéloperoxydase (MPO, produite par les neutrophiles qui constituent la majorité des globules blancs).
Les premiers mécanismes expliquant la toxicité des NTC ont été le stress oxydatif, la réponse inflammatoire, certains dommages et mutations de l'ADN (=> nombre anormal de chromosomes et perturbation du fuseau mitotique), la transformation maligne vers la tumeur ou le cancer, l'induction de granulomes et d'une fibrose interstitielle. 
Au début des années 2010, on manquait encore d'échantillons standard de NTC comme contrôle de référence et de protocoles d’évaluation multidimensionnelles, toxicologiques et écotoxicologiques, adaptés aux divers types de NTC, de lignées cellulaires animales ou végétales et à tous les types d’exposition possible, ce qui empêchait une bonne comparabilité des études. 
Dix ans plus tard (2021), alors que les NTC commencent à être utilisés dans diverses applications, « leur toxicité reste un problème majeur qui nécessite davantage de recherches (...) Les facteurs physicochimiques, tels que les impuretés métalliques, la longueur, la taille, les agents solubilisants, la fonctionnalisation et l'agglomération des NTC, qui peuvent conduire à un stress oxydatif, les voies de signalisation toxiques et les moyens potentiels de contrôler ces mécanismes » sont encore à mieux comprendre, même si des preuves mécanistiques de toxicité existent déjà. 

De plus divers types de fonctionnalisation des NTC peuvent aggraver leur toxicité ou écotoxicité, qu'il conviendrait alors d'évaluer au cas par cas.
Dans les poumons (rat, souris), les nanotubes de carbone (à paroi unique ou non) causent une inflammation et des « lésions pulmonaires aiguës », avec « formation rapide et persistante de lésions granulomateuses au point de dépôt de grands agglomérats de NTC » ; s'ensuivent une fibrose interstitielle alvéolaire rapide et progressive, et des effets secondaires cardiovasculaires : le stress oxydant induit dans le tissu aortique augmente la formation de plaques chez la souris athéroscléreuse, et les artérioles coronaires répondent moins aux dilatateurs. L'exposition pulmonaire aux nanotubes à parois multiples (MWCNT) active l'ARNm des médiateurs inflammatoires dans certaines régions du cerveau, et le réflexe barorécepteur. De plus, l’exposition pulmonaire aux MWCNT peut induire des taux de médiateurs inflammatoires dans le sang, susceptibles d’affecter le système cardiovasculaire.
En 2013, on sait que l'instillation intrapéritonéale de MWCNT chez la souris peut induire un mésothéliome abdominal ; et que les MWCNT déposés dans les alvéoles distales peuvent migrer vers l'espace intrapleural ; et que les MWCNT injectés dans l'espace intrapleural peuvent provoquer des lésions au niveau de la plèvre pariétale. Mais, d'autres études sont nécessaires pour vérifier si l'exposition pulmonaire aux MWCNT peut induire des lésions pleurales ou un mésothéliome chez l'Homme.
Des moyens de prévention sont recommandés pour les travailleurs, passant par les contrôles techniques (enceinte, ventilation par aspiration), la formation, des contrôles administratifs, la mise en œuvre de bonnes pratiques de manipulation et l'utilisation d'équipements de protection individuelle (tels que des respirateurs) si nécessaire. Le NIOSH a publié un document contenant des recommandations pour une manipulation sûre des nanomatériaux.
En France :
- l'Association de veille et d'information civique sur les enjeux des nanosciences et des nanotechnologies (AVICENN[59]) compile sur la page « Risques associés aux nanotubes de carbone »[60] du site veillenanos.fr[61] les références des travaux synthétiques sur le sujet ;
- le Haut Conseil de la santé publique (HCSP) interrogé sur la toxicité des nanotubes de carbone et sur l’intérêt de protéger les travailleurs a recommandé (avis du 7 janvier 2009), en vertu du principe de précaution, que la production et l’utilisation des nanotubes de carbone soient effectuées dans des « conditions de confinement strict » afin de protéger les travailleurs et les chercheurs. Le HCSP estime que deux études récentes laissent penser qu'existe « un danger cancérogène potentiel » comparable à celui induit par l'amiante inhalé, tout en suggérant des recherches complémentaires[62]. Le HCSP a aussi proposé une déclaration obligatoire et une obligation d'étiquetage en France pour les nanomatériaux et la mise en place rapide, à échelle européenne d'une procédure d’enregistrement et d’évaluation des risques, similaire au règlement Reach ;
- l'Afsset[63] a proposé un guide pour mieux détecter les situations d’expositions, avec des pistes de recherche.
- l'ANSES a réalisé un état de l'art sur la toxicité et l'écotoxicité des nanotubes de carbone en 2011-2012[64] ;

## Applications

### Pour leurs propriétés physiques
Aux nano-échelles, les nanotubes de carbone présentent des propriétés extraordinaires, dont une rigidité très élevée et une large déformabilité qui leur confère des propriétés d'absorption d'énergie surpassant celles des matériaux existants, tels le Kevlar et la soie d'araignée, des propriétés optiques étonnantes et même des propriétés lubrifiantes. Dans les années 2010, on estime que de telles fibres pourraient potentiellement être incorporées dans des composites et polymères pour produire des matériaux de protection ultraperformants et légers (ex : pare-chocs, gilets pare-balles, etc.). Mais 10 ans plus tard, selon (CNRS, 2023), il en va « autrement des matériaux macroscopiques contenant un grand nombre de nanotubes dispersés dans une matrice ou en interaction directe. À quelques exceptions près, leurs performances ne sont pas à la hauteur des espoirs suscités ».
Sous réserve de pouvoir gérer leur dangerosité en fin de vie, on espère pouvoir les utiliser dans de nombreux domaines, notamment :
- dans les vêtements : possibilité de faire des vêtements (normaux) plus résistants et imperméables ou dans la confection de gilets pare-balles. Il serait également possible de créer des vêtements autonettoyants ;
- dans le polyéthylène : des chercheurs ont découvert qu'en mettant des nanotubes dans du polyéthylène, celui-ci devenait jusqu'à 30 % plus élastique ;
- pour le renfort mécanique de composites, en remplacement de la fibre de carbone, encore en 2023 à valider car la qualité (et disponibilité) des nanotube doivent encore progresser ; et car le contrôle des effets d'orientation, d'enchevêtrement, d'adhésion et des interactions entre matrice et nanotube doit encore être amélioré, alors que des « phénomènes inattendus et encore mal compris » sont observés (« par exemple, les très fortes énergies de rupture observées dans les fibres de nanotubes Il est donc possible que des applications émergent dans des domaines où les nanotubes n'étaient pas forcément pressentis comme des candidats potentiels »[68]. Diverses entreprises proposent des quantités croissantes de nanotubes de mieux en mieux débarassés de leurs impuretés. Pour des raisons de coût, ces nanotubes seront probablement d'abord réservé aux composites à haute valeur ajoutée (défense, spatial et aéronautique, articles de sport (raquettes de tennis, vélos, kayaks, etc.) où en 2005,  quelques prototypes de vélos étaient déjà testés dans le composite de cadres de vélos d'une équipe du Tour de France 2005 puis en Finlande, l'équipe nationale de hockey a testé des crosses dopées en nanotubes de carbone[68].
- Dans le carbone activé d'électrodes de supercondensateurs. Ces réservoirs provisoires d’électricité peuvent se charger et se décharger rapidement, mais en stockant des quantités d'électricité moindres que celles des batteries. Les nanotubles de carbone peuvent accroitre leur pouvoir de stockage, grâce à une surface spécifique plus grande, car ils offrent beaucoup de pores ou de cavités où loger des électrons. Néanmoins, le coût des nanotubes empêche encore leur utilisation dans les produits commerciaux[69].
- dans le stockage de l'hydrogène (par absorption), notamment dans le cadre des piles à combustible ; mais cette propriété est controversée[70] ;
- dans le domaine militaire, particulièrement pour la construction de canon électrique ;
- ou encore dans un domaine qui relève actuellement de la science-fiction, la construction d'un ascenseur spatial.
- dans le domaine de l'optique[65]

### Propriétés chimiques
Il s'agit ici d'exploiter la cavité protectrice que forme le nanotube de carbone :
- réservoirs à hydrogène (contenant ce dernier à l'état gazeux ou sous forme d'hydrure métallique), de façon à stocker celui-ci de façon plus efficace qu'actuellement (en bouteille) ;
- dans les disques durs (2006): ils serviraient de réservoirs de lubrifiant, celui-ci fondant par l'utilisation d'une nouvelle technique de chauffage par laser (modifiant les propriétés magnétiques) avant écriture[71] ;
- le 19 mai 2006, des chercheurs de l'université de Berkeley et de Livemoer, en Californie, ont trouvé une nouvelle application aux nanotubes : séparer différents gaz ou liquides (ces chercheurs ont démontré que les molécules passaient bien plus facilement à travers ces tubes que dans d'autres pores de taille équivalente) ;
- catalyseurs hétérogènes dans la sonocatalyse, comme d'autres espèces carbonées[72].